# Notocryptini
De Notocryptini zijn een geslachtengroep van vlinders van de familie van de dikkopjes (Hesperiidae) van de onderfamilie van de Hesperiinae.

## Geslachten
- Ancistroides Butler, 1874
- Kerana Distant, 1886
- Tamela Swinhoe, 1913